# Coccosteus
Coccosteus is een geslacht van uitgestorven vissen uit het Midden- en Laat-Devoon (400-360 miljoen jaar geleden), dat behoorde tot de Placodermi. Het is een van de best bekende geslachten, vanwege een relatief groot aantal vondsten van fossielen. 

## Beschrijving
Net als andere Placodermi had hij een benen pantserplaat over de kop en een tweede plaat ter bescherming van de ribbenkast. Tussen de twee platen bevond zich een gewricht waardoor het dier de kop zowel zijwaarts als opwaarts kon bewegen, wat het makkelijker maakte een prooi te pakken. De rest van het lijf was niet bedekt met platen of schubben. Het dier had een stompe snuit en brede kop met rijen korte, scherpe tanden. De ogen waren aan beide zijden ver naar voren geplaatst. Met zijn relatief grote staart, rugvin voor balans, wendbare kop en gestroomlijnde vorm was Coccosteus waarschijnlijk een snelle zwemmer.

## Leefwijze
Hoewel de meeste fossielen in zoetwaterafzettingen gevonden zijn, vermoeden paleontologen dat het dier ook in de ondiepe kustzone van de zee leefde. Coccosteus leefde als predator en/of aaseter, voornamelijk op de bodem (benthische zone) van binnenwateren of zeeën. Hij werd gemiddeld vijfentwintig centimeter lang; de grootste fossielen zijn veertig centimeter. 

## Vondsten
Fossielen worden gevonden in Europa en Noord-Amerika, twee continenten die in het Devoon aan elkaar lagen ('Euramerika').

## Soorten
- Coccosteus carbonarius M'Coy 1848 †
- Coccosteus decipiens Agassiz 1841 †
- Coccosteus disjectus Woodward 1891 †
- Coccosteus hercynius von Meyer 1852 †
- Coccosteus macromus Cope 1892 †
- Coccosteus minor Miller 1858 †